# Збраньківська сільська рада
Збраньківська сільська рада — колишня адміністративно-територіальна одиниця та орган місцевого самоврядування у Лугинському і Овруцькому районах Коростенської і Волинської округ, Київської та Житомирської областей Української РСР з адміністративним центром у селі Збраньки.

## Населені пункти
Сільській раді на час ліквідації були підпорядковані населені пункти:
- с. Збраньки

## Населення
Кількість населення ради, станом на 1923 рік, становила 2 391 особу, кількість дворів — 449.

## Історія та адміністративний устрій
Створена 1923 року в складі сіл Бондарі, Збраньки, Красносілка та Папірня Норинської волості Овруцького повіту Волинської губернії. 7 березня 1923 року увійшла до складу новоствореного Лугинського району Коростенської округи.
21 жовтня 1925 року села Бондарі, Красносілка та Папірня включені до складу новоствореної Бондарівської сільської ради Лугинського району. 25 січня 1926 року Збраньківську сільську раду передано до складу Овруцького району Коростенської округи.
Станом на 1 вересня 1946 року сільська рада входила до складу Овруцького району Житомирської області, на обліку в раді перебувало с. Збраньки.
Ліквідована 11 серпня 1954 року, відповідно до указу Президії Верховної ради Української РСР «Про укрупнення сільських рад по Житомирській області», територію та с. Збраньки приєднано до складу Шоломківської сільської ради Овруцького району Житомирської області.